# Rebecca (groupe)
Pour les articles homonymes, voir Rebecca.
REBECCA est un groupe pop-rock japonais à succès des années 1980, qui débute en 1982 avec la chanteuse NOKKO, le clavieriste et compositeur Akio Dobashi, le bassiste Noriyuki Takahashi, et divers batteurs et guitaristes dont le fondateur du groupe Takehiko Kogure qui le quitte rapidement en 1984. Le groupe rencontre le succès avec le single Friends en 1985, et sort plusieurs tubes ensuite, avec même une participation de Steve Vai sur le single Super Girl en 1989. Mais REBECCA se sépare en 1990, et NOKKO continue en solo, mariée à Kogure de 1990 à 1993. Le groupe se reforme le temps d'un single en 2000. 

## Discographie
| - VOICE PRINT (1984.5.21) - Nothing To Lose (1984.11.21) - WILD & HONEY (1985.5.22) - REBECCA IV ～Maybe Tomorrow～ (1985.11.1) - TIME (1986.10.25) - Poison (1987.11.28) - BLOND SAURUS (1989.5.21) Compilations - EARLY REBECCA (1985.9.15) - BALLAD REBECCA (1988.7.1) - The Best of Dreams (1990.8.1) - The Best of Dreams Another Side (1991.3.21) - SINGLES 1984-1990 (1993.11.21) - Coupling Songs Collection (1995.1.21) - STAR BOX REBECCA (1999.1.30) - LEGEND OF REBECCA (2002.2.20) Albums de Remix - REMIX REBECCA (1987.5.31) - OLIVE (1988.8.1) - 12inch REMIX (1994.12.1) - Complete Edition (1999.6.2) - Complete Edition II (2000.7.19) Albums Live - LIVE SELECTION 1 (1992.12.2) - LIVE SELECTION 2 (1992.12.2) | - Wearham Boat Club（1984.4.21) - Virginity (1984.11.21) - Love・is・Cash (1985.4.21) - Friends (1985.10.21) - RASPBERRY DREAM (1986.5.2) - LONELY BUTTERFLY (1986.10.15) - Monotone Boy (1987.4.22) - Nervous but Glamorous (1987.11.18) - MOON (1988.2.28) - One More Kiss (1988.11.21) - Vanity Angel (1989.4.30) - SUPER GIRL (1989.9.21) - LITTLE ROCK (1989.11.22) - Friends -remixed edition- (1999.5.21) - 神様と仲なおり / Hello Teenage (2000.6.21) - Raspberry Dream -remixed edition- (2002.1.23) Maxis-singles - BOTTOM LINE (1985.12.8) - Remix - MOTOR DRIVE (1986.6.21) - Remix - CHEAP HIPPIES (1987.2.26) - Remix |

## Liens
- (ja) Site de fan autorisé
- (en) Histoire du groupe

- (ja) Site officiel de Nokko
- (ja) Site officiel d'Akio Dobashi